# 中天金融
中天金融集团股份有限公司（深交所除牌前：000540，简称：*ST中天），简称中天金融，是中华人民共和国一家从事房地产与金融业务的公司，前身为1978年成立的贵阳市统建指挥部，此后历经多次改制、更名与股权转让，现由民营房地产商罗玉平实际控制。该公司最初业务以房地产为主，2015年开始公司向金融方向转型，收购多家证券、保险及基金公司，并于2017年改为现名。

## 历史

### 前身
中天金融的前身为1978年成立的贵阳市统建指挥部。1980年成立“贵阳市城镇建设用地综合开发公司”，隶属贵阳市国资局，当时业务主要负责贵阳市城市基础建设。1984年更名为中国房地产建设开发公司贵阳公司，1993年3月再次更名为中国房地产开发（集团）贵阳总公司。1994年1月8日，贵阳中天（集团）股份有限公司成立，同年2月2日，贵阳中天在深交所上市，当时的简称为“黔中天A”，是贵州省第一家上市公司。1998年更名为中天企业股份有限公司。

### 刘志远时期
1998年底，贵阳市人民政府研究决定，拟出让贵阳中天国有股权。信息传出后，世纪兴业等公司均有意收购。时任世纪兴业法定代表人、董事长刘志远经人介绍认识了原贵州省委书记刘方仁的儿媳易阳。双方商定，由易阳负责协调贵阳市相关部门工作，刘志远则负责与贵阳市国资局就收购价格等事宜进行谈判，收购成功后，刘志远从公司账上提取现金，自1999年上半年至2000年上半年分4次送给易阳人民币500万元。世纪兴业向贵阳市国资局提供了大量的虚假验资报告、财务报表等相关资料。
2000年1月，刘志远旗下的北京世纪兴业投资有限公司以每股2.41元的价格，从贵阳中天第一大股东贵阳市国资局受让3300万股，以持股33.65%的比例成为了第一大股东。同年11月，贵阳中天更名为世纪中天。期间，刘志远结识了时任证监会贵阳特派办主任高勇。2000年11月高勇从证监会成都证管办调至贵阳特派办工作后，易阳趁机给高勇介绍世纪中天，世纪中天成为高勇上任后第一个考察、调研的企业。在高勇的主持下，贵阳特派办完成了对世纪中天拟购入资产评估报告的审核。刘志远认为“要在股市上创造神话”，对报告的数据不满意，他请高勇按他的要求修改数据，高勇见他的要求与实际相差太远并未答应。刘志远为此向高勇行贿120万元，并出具虚假年报。
刘志远通过易阳和刘方仁的关系，先后在贵州各大银行贷款，陆续开发了贵阳中天广场、中天花园、中天宅吉大厦、中天星园等小区和楼盘，令世纪中天成为贵州省排名靠前的房地产企业。1999年，世纪中天每股收益为0.29元，2000年增长到1.19元，当年世纪中天各项指标在全国同类房地产企业中排名第一，且2000年实现税后净利润22947.8万元，比上年同期增长高达693%。世纪中天的股价从1999年的12元，暴涨至2000年的70元，2002年6月24日达到历史最高价81.35元。此后还入股清华紫光和亚太东方通信网络两家公司，又在当年高价转让了两家公司的股权。
2003年3月26日，刘志远因涉嫌行贿被落网。2003年11月20日被刑事拘留，同年12月3日被依法逮捕。刘志远在羁押期间，检举了高勇向其索贿120万元的犯罪事实。2004年12月8日，遵义市中级人民法院一审以单位行贿罪，判处被告人刘志远有期徒刑3年，同时以单位行贿罪判处被告单位世纪兴业罚金100万元。此后刘志远以“案发后有重大立功表现，一审判决量刑过重”为由提出上诉。2005年2月，贵州省高级人民法院二审改判刘志远有期徒刑1年零6个月。
刘志远的落网也导致世纪中天股价崩溃，连续出现12个跌停。

### 罗玉平接管初期
2006年，民营房地产商罗玉平成立金世旗国际控股有限公司，同年11月17日，金世旗控股与贵阳市云岩区人民政府签订合作协议，进行一级土地开发。2007年，罗玉平通过借壳的形式收购世纪中天，此后以95亿元人民币的身价，成为贵州首富。
2008年，世纪中天更名为中天城投，经营范围包括一级房地产开发、城市基础设施及配套开发、酒店投资经营及会展中心开发经营等。在罗玉平的领导下，中天城投先后开发了中天花园、中天世纪新城等项目。2011年起，中天城投陆续以低成本价格拿下“未来方舟”的建设用地，该项目总建筑体量超过720万平方米，2014年开始陆续交付。罗玉平也因“手握半个贵阳市的房地产开发项目”而被称为“罗半城”，连续多年位居贵州富豪榜首位。2014年，中天城投营业收入达到109.6亿元。

### 金融转型
2015年，中天城投开始在金融领域布局，先后收购海际证券（现中天国富证券）、中融人寿、友山基金、贵州银行、贵阳银行等股权，设立上海股权投资基金、上海虎铂基金。
2017年，中天城投更名为“中天金融”。当年7月，中天金融与民建贵州省委合作，在黄大发家乡遵义市播州区平正仡佬族乡团结村开展精准扶贫项目。中天金融与团结村建立了贵州大发旅游发展有限公司，作为村集体经济平台。此外，中天金融还与团结村成立贵州大发农业发展有限公司、贵州大发农产品销售有限公司。与此同时，中天金融展开了一场被称之为“蛇吞象”的金融资产并购计划。中天金融宣布拟以不超310亿元现金收购华夏人寿21-25%股权，且已经支付定金高达70亿元。此后收购事项一直搁置，定金也未能收回。另外中融人寿也因投资踩雷、业务转型等多重因素影响出现大额亏损，进而使中天金融的财务状况进一步恶化。

### 衰落
2021年起，由于收购华夏人寿不顺，房地产行业不景气，中天金融开始巨亏，当年亏损64亿元，逾期债务达40亿元；2021年下半年开始，中天金融陆续有债务逾期。根据中天金融披露的2021年度财报，中融人寿当年亏损65.36亿元，成为中天金融主要参控股公司中亏损最大的一家。截至2022年6月30日，其净资产为-41.12亿元，严重资不抵债，该公司也因此暂缓披露2021年、2022年年报。
2021年8月30日，为专注金融业务，中天金融董事会会议审议通过了《关于公司筹划重大资产出售暨签署〈股权转让框架协议〉的议案》，计划将旗下中天城投集团有限公司转让给浙江房地产商佳源创盛。之后中天打对折出售资产，惟佳源创盛董事长沈天晴没有接盘。2022年10月27日，中天金融与佳源创盛签署协议，决定终止股权出售交易事项。
2023年4月26日，中天金融收到平安银行惠州分行发来的《告知函》，称鉴于中天金融贷款到期无法清偿，且明显缺乏清偿能力为由，向贵阳市中级人民法院申请对其进行重整。4月28日，该公司发布公告，鉴于公司出现“2022年度经审计净资产为负值和2022年度的财务会计报告被出具无法表示意见”的情况，公司股票自5月5日起被实施退市风险警示，证券简称由“中天金融”变更为“*ST中天”。
2023年5月4日，中天金融收到贵阳市中级人民法院送达的《决定书》，贵阳市中级人民法院决定根据平安银行惠州分行的申请，启动对公司的预重整程序。5月18日，该公司发布公告称，公司股票收盘价已连续二十个交易日低于1元人民币，已触及强制退市规定，公司股票于5月19日起停牌。停牌后15个交易日内将根据上市委员会的审核意见，深交所将作出是否终止股票上市的决定。6月30日，该公司被正式从深圳证券交易所摘牌退市。
2023年7月，贵阳市中级人民法院依法裁定受理平安银行惠州分行对中天金融的重整申请，同年12月裁定重整。2024年4月，中天金融披露出资人权益调整方案，调整模式为“以资本公积金转增股票，转增股票部分用于引入战略投资者，部分用于抵偿负债”。8月30日，贵阳市中级人民法院批准中天金融重整计划，粤民投另类投资（珠海横琴）有限公司为中天金融新的战略投资者。

## 业务概况
截至2022年，中天金融主要从事房地产、证券、保险等业务。其中，中天城投为集团旗下房地产经营平台，业务覆盖房地产开发、城市基础设施及配套项目开发、教育产业投资、酒店投资及经营管理、会议展览中心开发及经营管理等，主要项目包括中天花园、中天世纪新城、中天未来方舟、贵阳国际金融中心等。其中中天未来方舟总建筑面积达720万平方米，定位为城市综合体，设施包括居民小区、五星级酒店、旅游景区、高档商务公寓、大型商业体、学校和医院等。金融业务则以中天国富证券和中融人寿为主，在中国大陆各地设有分支机构。该公司亦投资有现代服务业，如中天物业、中天中学、中天小学和中天体育等。